# Jimmy Kite
Jimmy Kite (Effingham, 18 de fevereiro de 1976) é um ex-automobilista norte-americano.

## Carreira
Tendo competido na maior parte da carreira em provas de midgets, Kite se inscreveu para 39 corridas da Indy Racing League (atual IndyCar Series) entre 1997 e 2003, em 2005 e em 2007 (largando em 34), tendo representado as equipes Team Scandia, Sinden Racing, McCormack Motorsports, Blueprint Racing, Sam Schmidt Motorsports, PDM e Hemelgarn, obtendo uma volta mais rápida em sua estreia na categoria e um sexto lugar na segunda corrida de Las Vegas, ambos em 1997.
Sua última aparição na IRL foi em 2007, quando tentou se classificar para as 500 Milhas de Indianápolis com um carro da PDM, que inicialmente seria pilotado por Scott Mayer, mas ele não foi aprovado no programa de orientação de estreantes e a equipe escalou Jimmy, que foi eliminado no Bump Day por Phil Giebler, da equipe Playa Del Racing, e teve ainda a menor média de velocidade nos treinos (214.744 milhas por hora). Ele ainda chegou a aparecer no Indianapolis Motor Speedway na tentativa de encontrar uma vaga para a edição de 2008, mas não teve sucesso e deixou a categoria em definitivo. Ele também disputou 4 corridas da NASCAR Truck Series em 2005 e uma prova da Indy Lights, também em 2007.
Sua aposentadoria definitiva como piloto foi em 2012, quando correu uma etapa da MOWA Sprint Car Series.

## Resultados de Jimmy Kite na IndyCar

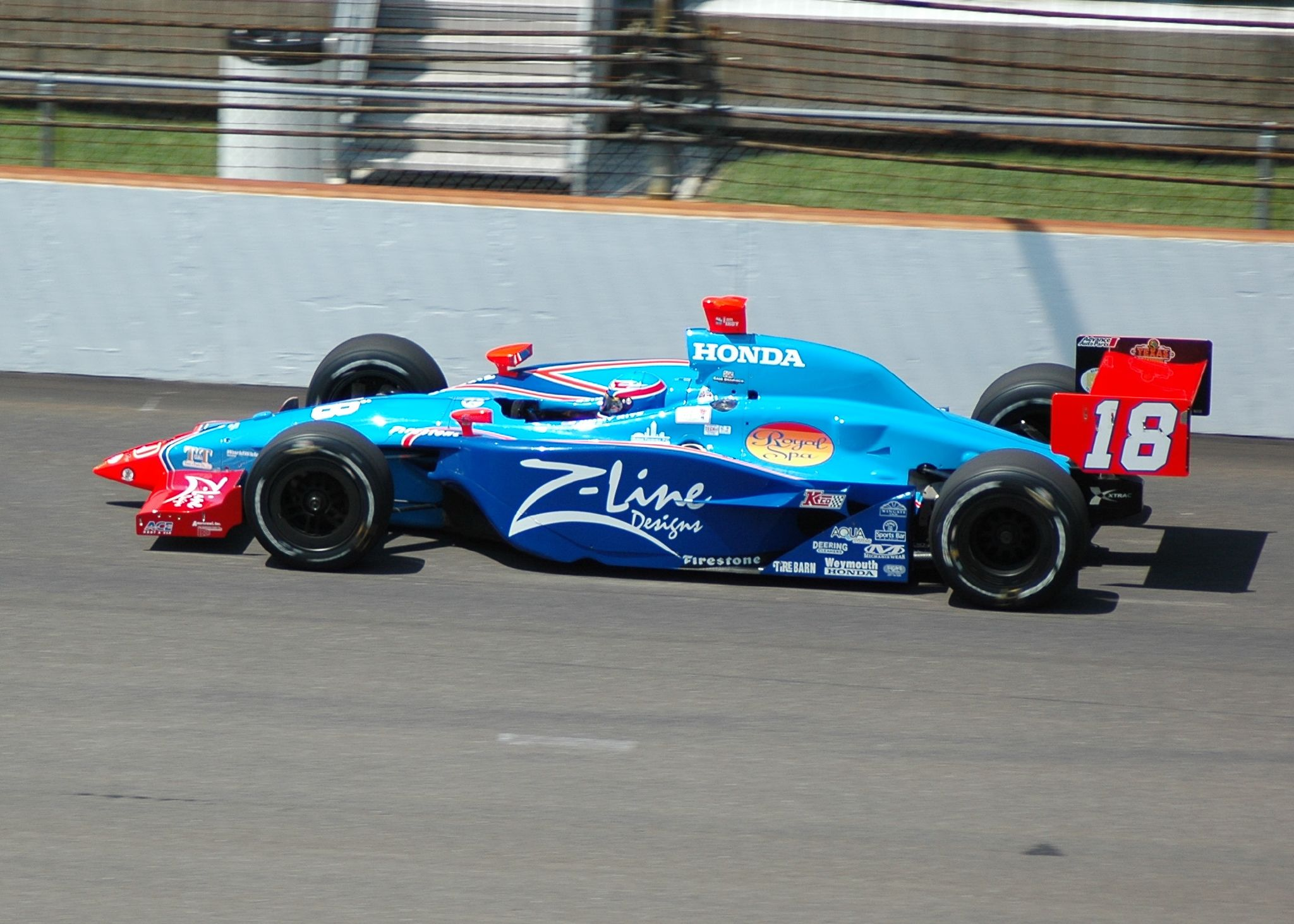
Carro da PDM Racing pilotado por Kite na tentativa de se classificar para a Indy 500 de 2007.

| Ano     | Equipe                  | 1      | 2      | 3       | 4        | 5        | 6       | 7       | 8      | 9      | 10     | 11     | 12     | 13      | 14  | 15     | 16  | 17     | Pos. | Pts. | Ref.  |
| ------- | ----------------------- | ------ | ------ | ------- | -------- | -------- | ------- | ------- | ------ | ------ | ------ | ------ | ------ | ------- | --- | ------ | --- | ------ | ---- | ---- | ----- |
| 1996-97 | Team Scandia            | NHM    | LVS    | WDW     | PHX      | INDY     | TXS     | PPIR 20 | CLT 15 | NH2 23 | LV2 6  |        |        |         |     |        |     |        | 27º  | 76   | [ 1 ] |
| 1998    | Team Scandia            | WDW 16 | PHX 18 | INDY 11 | TXS Wth  | NHM      | DOV     |         |        |        |        |        |        |         |     |        |     |        | 31º  | 52   | [ 2 ] |
| 1998    | Sinden Racing           |        |        |         |          |          |         | CLT 23  | PPIR   | ATL    | TX2    | LVS    |        |         |     |        |     |        | 31º  | 52   | [ 2 ] |
| 1999    | McCormack Motorsports   | WDW    | PHX    | CLT     | INDY 24  | TXS 25   | PPIR 15 | ATL 9   | DOV 16 | PPIR 8 | LVS    | TX2    |        |         |     |        |     |        | 24º  | 86   | [ 3 ] |
| 2000    | Blueprint Racing        | WDW    | PHX 16 | LSV 16  | INDY 30  | TXS 16   | PPIR 24 | ATL 12  | KTY 17 | TX2 21 |        |        |        |         |     |        |     |        | 24º  | 79   | [ 4 ] |
| 2001    | McCormack Motorsports   | PHX    | HMS    | ATL     | INDY DNQ | TXS      | PPIR    | RIR     | KAN    | NSH    | KTY    | STL    | CHI    | TX2     |     |        |     |        | NC   | -    | [ 5 ] |
| 2002    | Sam Schmidt Motorsports | HMS    | PHX    | FON     | NAZ      | INDY DNQ | TXS     | PPIR    | RIR    | KAN    | NSH    | MCH    | KTY    | GAT     | CHI | TX2    |     |        | NC   | -    | [ 6 ] |
| 2003    | PDM Racing              | HMS    | PHX    | MOT     | INDY 13  | TXS      | PPIR    | RIR     | KAN    | NSH    | MCH    | STK    | KTY    | NAZ     | CHI | FON    | TX2 |        | 32º  | 17   | [ 7 ] |
| 2005    | Hemelgarn               | HMS    | PHX    | STP     | MOT      | INDY 32  | TXS 22  | RIR 13  | KAN 19 | NSH 13 | MIL 14 | MCH 13 | KTY 10 | PPIR 17 | SNM | CHI 18 | WGL | FON 13 | 22º  | 163  | [ 8 ] |
| 2007    | PDM Racing              | HMS    | STP    | MOT     | KAN      | INDY DNQ | MIL     | TXS     | IOW    | RIR    | WGL    | NSH    | MDO    | MCH     | KTY | SNM    | DET | CHI    | NC   | -    | [ 9 ] |

## Links
- Jimmy Kite - ChampCarStats.com